# Guimbal
Ne doit pas être confondu avec Hélicoptères Guimbal.
Guimbal est une municipalité de la province d’Iloilo, aux Philippines.